# 棕喉红嘴蜂鸟
棕喉红嘴蜂鸟（学名：Hylocharis sapphirina），是雨燕目蜂鸟科的一种鸟类。
棕喉红嘴蜂鸟体重约4.4克，翼长约49.5毫米，嘴峰长约20.5毫米，喙宽度约2.1毫米，喙厚度约2.1毫米，跗蹠长约4.7毫米，尾长约29.5毫米。棕喉红嘴蜂鸟在其分布区内为留鸟，其栖息在半开放的高大树木组成的森林中，食性为草食性，主要食物来源是植物的花蜜。
棕喉红嘴蜂鸟分布于哥伦比亚东部至圭亚那、委内瑞拉南部、巴西东南部和阿根廷东北部。该物种是单型物种，没有亚种分化。